# Howard Schultz
Howard Schultz (19 de julio de 1953) es un empresario y político estadounidense. Es conocido por su puesto como CEO en la empresa Starbucks desde 1986 hasta 2000 y nuevamente desde 2008 hasta 2017. Es un expropietario de los Seattle SuperSonics, y fue miembro de la Junta Directiva de Square, Inc. En 1998, Schultz cofundó el grupo de inversión Maveron, con Dan Levitan. Forbes lo nombró en 2016 como la 232.ª persona más rica de los Estados Unidos, con un patrimonio neto de 3.1 mil millones a partir de abril de 2017.
Schultz renunció como CEO de Starbucks y asumió el cargo de presidente ejecutivo en abril de 2017. Fue sucedido como CEO por Kevin Johnson. Luego se retiró como presidente ejecutivo en junio de 2018, convirtiéndose en presidente emérito, en medio de especulaciones de que tenía ambiciones presidenciales de Estados Unidos para las elecciones de 2020. En enero de 2019, esa especulación ganó fuerza y culminó el 27 de enero, cuando anunció que exploraría una candidatura presidencial como candidato independiente.

## Biografía y educación
Schultz nació en una familia judía el 19 de julio de 1953, en Brooklyn, Nueva York. Hijo de Elaine (Lederman) y su esposo, el exsoldado del Ejército de los Estados Unidos y luego conductor de camiones, Fred Schultz. Con su hermana menor, Ronnie, y su hermano Michael, él creció en Canarsie Bayview Houses, propiedad de la Autoridad de Vivienda de la Ciudad de Nueva York. Como su familia era pobre, él vio un escape en deportes como el béisbol, el fútbol y el baloncesto, así como en el Club de Niños del barrio. Fue a Canarsie High School, donde se graduó en 1971. Schultz asistió a la Northern Michigan University, convirtiéndose en la primera persona de su familia en ir a la universidad. En 1975 recibió su licenciatura en comunicación del habla en la universidad de Tau Kappa Epsilon.

## Carrera
Después de graduarse, Schultz trabajó como vendedor para Xerox Corporation y fue promovido a representante de ventas completo. En 1979, se convirtió en gerente general del fabricante sueco de café por goteo, Hammarplast, donde se convirtió en responsable de sus operaciones en los Estados Unidos con un equipo de trabajo de veinte personas. En 1981, Schultz visitó a un cliente de Hammarplast, una cafetería llamada Starbucks Coffee Company en Seattle, con curiosidad por saber por qué había pedido tantos filtros de cono de plástico. Quedó impresionado con el conocimiento del café de la compañía y se mantuvo en contacto durante el próximo año, expresando interés en trabajar con ellos. Un año después, se unió a Starbucks como Director de Marketing. En un viaje de compras para Starbucks a Milán, Italia, Schultz observó que las cafeterías existían en prácticamente todas las calles. Aprendió que no solo servían un excelente café, sino que también servían como lugares de reunión o plazas públicas. 
A su regreso, trató de persuadir a los propietarios (incluido el cofundador Jerry Baldwin) para que ofrecieran bebidas exprés tradicionales además del café en grano, los tés de hojas y las especias que habían ofrecido durante mucho tiempo. Después de un piloto exitoso del concepto de cafetería, los propietarios se negaron a implementarlo en toda la compañía y dijeron que no querían ingresar al negocio de los restaurantes. Frustrado, Schultz decidió abandonar Starbucks en 1985. Necesitaba $ 400,000 para abrir la primera tienda y comenzar el negocio. Simplemente no tenía el dinero y su esposa estaba embarazada de su primer bebé. Jerry Baldwin y el cofundador de Starbucks, Gordon Bowker, se ofrecieron a ayudar. Schultz también recibió $ 100,000 de un médico que estaba impresionado por la energía de Schultz para "apostar". En 1986, había recaudado todo el dinero que necesitaba para abrir la primera tienda, "Il Giornale", que lleva el nombre del periódico milanés del mismo nombre. La tienda ofrecía helado además de café, tenía pocos asientos y tocaba música de ópera de fondo para retratar una experiencia italiana. Dos años más tarde, la gerencia original de Starbucks decidió concentrarse en Peet's Coffee & Tea y vendió su unidad minorista de Starbucks a Schultz e Il Giornale por US $ 3.8.   millón. 
Schultz cambió el nombre de "Il Giornale" por "Starbucks" y expandió agresivamente su alcance en los Estados Unidos. La perspicacia de Schultz en bienes raíces y su enfoque de línea dura en el crecimiento lo llevaron a expandir la empresa rápidamente. Schultz no creía en las franquicias, e hizo hincapié en que Starbucks retuviera la propiedad de todos los establecimientos locales (no estaba presente en la bolsa El 26 de junio de 1992, Starbucks tuvo su oferta pública inicial y la negociación de sus acciones ordinarias bajo el indicador NASDAQ-NMS: SBUX. La oferta fue realizada por Alex, Brown & Sons Inc. y Wertheim Schroder & Co. Inc.
El 1 de junio de 2000, Schultz renunció al cargo de CEO de Starbucks y se trasladó a la nueva posición de "estratega global en jefe" para ayudar a la compañía a expandirse internacionalmente.
El 8 de enero de 2008, Schultz regresó como CEO de Starbucks. Aunque la empresa estaba creciendo, ese crecimiento dependía en gran medida de abrir nuevas tiendas, mientras que las ventas en las tiendas ya existentes estaban disminuyendo. Por ello, despidió a muchos ejecutivos, cerró cientos de tiendas débiles, contrató al primer Director de Tecnología de la compañía, presentó la Tarjeta de Recompensa Starbucks, y cerró temporalmente todas las tiendas en los EE. UU para volver a entrenar a los empleados. La compañía pronto volvió al crecimiento orgánico y favoreció a los inversores. En este momento, Schultz ganaba una compensación total de $ 9,740,471, que incluía un salario base de $ 1,190,000 y opciones otorgadas de $ 7,786,105.
Schultz volvió a dimitir como CEO en diciembre de 2016, asumiendo el cargo de presidente ejecutivo. El 4 de junio de 2018, Schultz anunció que dejaría todas las posiciones en Starbucks, ya que estaba considerando, entre otras opciones, una campaña para presidente y se convirtió en presidente emérito.
Schultz es conocido por permitir la asociación de Starbucks con la Arizona State University, permitiendo a todos los empleados que trabajan 20 horas o más a la semana (solo en EE.UU) calificar para la matrícula gratuita a través de los cursos en línea de ASU.
El primero de noviembre de 2013, se anunció que Schultz había renunciado a la junta de Square, Inc., para ser reemplazado por el exejecutivo de Goldman Sachs, David Viniar.
Schultz es un importante inversor de la cadena de locales de batidos Jamba Juice.